# Косой, Владимир Вульфович
Владимир Вульфович Косой (12 июля 1964, Ленинград) — российский экономист и учёный, президент Центра экономики инфраструктуры. Основной в России разработчик финансово-инвестиционной модели для перспективных проектов высокоскоростного железнодорожного транспорта ВСМ Москва — Казань и ВСМ Москва — Сочи.
В прошлом — вице-президент фонда «Центр стратегических разработок».

## Биография
Владимир Косой родился 12 июля 1964 года в Ленинграде.
В 1987 году окончил Ленинградский финансово-экономический институт им. Вознесенского, в настоящее время — Санкт-Петербургский университет экономики и финансов) по специальности экономист. Кандидат экономических наук. По окончании института работал в научном подразделении ЛФЭИ им. Вознесенского, вёл преподавательскую деятельность. Затем перешёл в банковскую сферу, специализировался на инвестиционной деятельности.
С 1994 по 1999 год — вице-президент, первый заместитель председателя правления Балтийского Банка.
С 2000 по 2003 год — вице-президент, директор департамента по работе с региональными учреждениями ОАО «Транскредитбанка».
С 2003 по 2006 год — вице-президент ОАО Балтийский банк
С 2006 по 2009 год — председатель Совета директоров ЗАО «ЮСИТЕК»
С сентября 2010 года — вице-президент фонда «Центр стратегических разработок».
С 2014 года — президент Центра экономики инфраструктуры.

Модератор Владимир Косой обсуждает с директором по пассажирским перевозкам ОАО «РЖД» Дмитрием Пеговым перспективы развития пассажирских сообщений в России. Мировой бизнес-форум в Сочи, 2017

Основной профиль деятельности Косого — расчёты финансово-инвестиционного обоснования для перспективных проектов ВСМ: Москва – Казань – Екатеринбург, Москва — Сочи.  Осуществил оценку предполагаемых пассажиропотоков, экономических, бюджетных, агломерационных эффектов, а также эффектов, связанных с влиянием на рост ВВП, валового регионального продукта, на отраслевые мультипликаторы. Критиковал предпроектную трассировку линии ВСМ Москва — Сочи в створе Симферопольского шоссе, отстаивал альтернативные идеи трассировки линий ВСМ с интеграцией в проект международных аэропортов.
Впервые в России сформулировал методологию прогнозирования пассажиропотоков и осуществил научно обоснованные расчёты с комплексным применением математических методов, экстраполяции, моделирования, замеров с использованием счётчиков, прямых наблюдений, экспертных оценок, данных из различных источников, что позволило произвести калибровку параметров с высокой точностью. Согласно проведённым аналитической группой под руководством Косого исследованиям, от реализации проекта ВСМ Москва — Казань за счёт мультиплицирующего эффекта в экономике дополнительный прирост валового внутреннего продукта в 2019–2030 годах составит 7,2 трлн руб., а совокупные дополнительные бюджетные доходы 2,3 трлн руб., то есть в 2–7 раз превысят государственные инвестиции в проект. Наибольшие эффекты, согласно прогнозу Косого, будут получены в абсолютных значениях — в Москве и Московской области, в относительных значениях — во Владимирской области.

## Примечания

В. В. Косой (крайний слева) — модератор сессии II Международного пассажирского форума. Сочи, 3 октября 2018 года